# مسجد جامع بوکان
مسجد جامع بوکان بنایی قدیمی واقع در بوکان در استان آذربایجان غربی است. قدمت این مسجد به دورهٔ ناصرالدین شاه قاجار بازمی‌گردد. بنای اولیه این مسجد توسط عزیزخان مکری احداث و سپس توسط سیف الدین خان مکری تکمیل شد. عزیزخان سردارکل، فردی را به نام ملاسلام شیخ‌الاسلام از سنندج به بوکان آورد و او نخستین امام جمعه شهر در آن دوره بود.
در دههٔ ۱۲۷۰ شمسی، چند متر بالاتر از مسجد جامع سردارکل، احداث ساختمان جدید این مسجد، به دستور محمدحسین خان مکری آغاز شد. محمدحسین خان مکری، نوهٔ عزیزخان و سومین سردار بوکان بود. این مسجد در حال حاضر در نزدیکی قلعه سردار بوکان و در ضلع شرقی حوضخانه قرار گرفته است.
در سال ۱۳۴۵، بنای مسجد گسترش یافت و ۴ گنید آجری و ۳ ستون به آن اضافه شد. در حال حاضر این بنا برای برگزاری نماز جمعه بوکان مورد استفاده قرار می‌گیرد.
مسجد جامع بوکان یکی از بناهای تاریخی و مذهبی است که هر هفته مراسم نماز جمعه در این مسجد برگزار می‌شود. در جوار این مسجد، مسجدی کوچک به نام عزیزخان مکری سردارکل نیز وجود دارد.